# Tanzijev učinek
Tanzijev učinek (angleško Tanzi effect) je gospodarska situacija, ki vključuje obdobje visoke inflacije v državi, ki povzroči zmanjšanje količine pobranih davkov in poslabšanje realnih davčnih prihodkov, ki jih pobere vlada te države. To je posledica časa, ki je pretekel med trenutkom, ko nastopi obdavčljivi dogodek, in pobiranje davka začne veljati. Učinek so opazili ekonomisti že v dvajsetih letih dvajsetega stoletja, vendar je bil italijanski ekonomist Vito Tanzi tisti, ki je v svojem prispevku iz leta 1977 razložil dejanske vzroke.

## Prejšnja hipoteza
Učinek je znan že od konca obdobja po prvi svetovni vojni. Italijanski ekonomist Costantino Bresciani Turroni je podoben pojav opisal za nemško hiperinflacijo. Pred Tanzijevim dokumentom je bila pogosta hipoteza, da je davčna uprava nekako postala manj učinkovita kot pred prejšnjo visoko inflacijo. Druga hipoteza je bila, da ljudje v obdobju visoke inflacije povečajo stopnjo davčnih utaj. Bolj sofisticirana različica te druge hipoteze je bila, da se z naraščanjem inflacije bančno posredništvo skrči in krediti postajajo vse bolj redki. V Argentini je učinek znan kot učinek Olivera-Tanzi v priznanje Julia Olivere, ki je opazil povezavo med padcem davčnih prihodkov in visoko inflacijo. Po Tanzijevih besedah je "gospod Olivera poročal o padcu, vendar ni podal pojasnila zanj; namesto tega se je osredotočil na njegove posledice za makroekonomski razvoj".

## Vzroki
Pravna obveznost plačila davka (davčna obveznost) nastopi, ko nastopijo določeni dogodki. Na primer, obveznost plačila davka na dohodek nastopi, ko je dohodek zaslužen. Obveznost plačila davka na promet nastane, ko se proda predmet, ki je predmet prometnega davka. Obveznost plačila davka na uvoz nastane, ko blago prečka mejo. Vsi ti obdavčljivi dogodki vzpostavljajo terjatev države do davkoplačevalcev in obveznost davkoplačevalcev do države. Vendar pa iz praktičnih ali administrativnih razlogov niso dejanska plačila davka bila opravljena takoj ob nastanku obdavčljivega dogodka, ampak nekoliko kasneje. V nekaterih primerih veliko kasneje. Na primer, davki na letošnji dohodek morda ne bodo zapadli do naslednjega leta. Davkov od prodaje blaga in storitev ne sme plačati državi prodajalec blaga, ki odtegne davke od potrošnikov (recimo trgovina) še nekoliko dni, morda šele 30 ali 60 dni pozneje. Te zamude pri plačilih (ti zamiki zbiranja) nimajo velikega pomena, če ni inflacije ali ko je stopnja inflacije nizka. Vendar, višja kot je stopnja inflacije, nižja je realna vrednost plačila, ki ga prejme država, v primerjavi z vrednostjo, ki bi jo imela, če bi bila izvedena takoj po obdavčljivem dogodku; torej brez odlašanja. Tako postane zamik pobiranja temeljna spremenljivka pri določanju realnih davčnih prihodkov v razmerah visoke inflacije. Ko je inflacija zelo visoka in država poskuša financirati javno porabo z večjim tiskanjem denarja, bi lahko dejanje večjega tiskanja denarja s povečano stopnjo inflacije zmanjšalo davčne prihodke za več kot realna vrednost dohodka iz inflacijskega financiranja (od tiskanja denarja).

## Posledice
Dvomesečni zamik pobiranja, kar je bilo običajno za plačilo davkov na promet, kot je davek na dodano vrednost, bi skupaj z 10-odstotno mesečno stopnjo inflacije pripeljali do zmanjšanja realnih davčnih prihodkov za približno 20%. 20-odstotna mesečna stopnja inflacije bi povzročila padec realnih davčnih prihodkov za približno 40%.

## Primeri
Primeri Tanzijevega učinka vključujejo vse države, ki so doživele hiperinflacijo ali zelo visoko inflacijo. Čile pod vodstvom Salvadorja Allendeja, v Argentini pa leta 1975.

## Rešitev
Obvladovanje inflacije je priporočen ukrep, čeprav lahko pomagajo prizadevanja za zmanjšanje zamika pri zbiranju. Znižanje inflacije bo povzročilo povečanje davčnih prihodkov. Argentina je na primer leta 1991 uvedla načrt konvertibilnosti, ki je peso vezal na dolar, kar je nenadoma znižalo stopnjo inflacije. Velika upočasnitev stopnje inflacije je povzročila veliko povečanje realnih davčnih prihodkov. Nekatere države, kot sta Brazilija in Čile, so šle tako daleč, da so davčno obveznost indeksirale glede na stopnjo inflacije, da bi zmanjšale ali nevtralizirale vpliv zamude pri pobiranju davkov na davčne prihodke.